# Louis Cordier

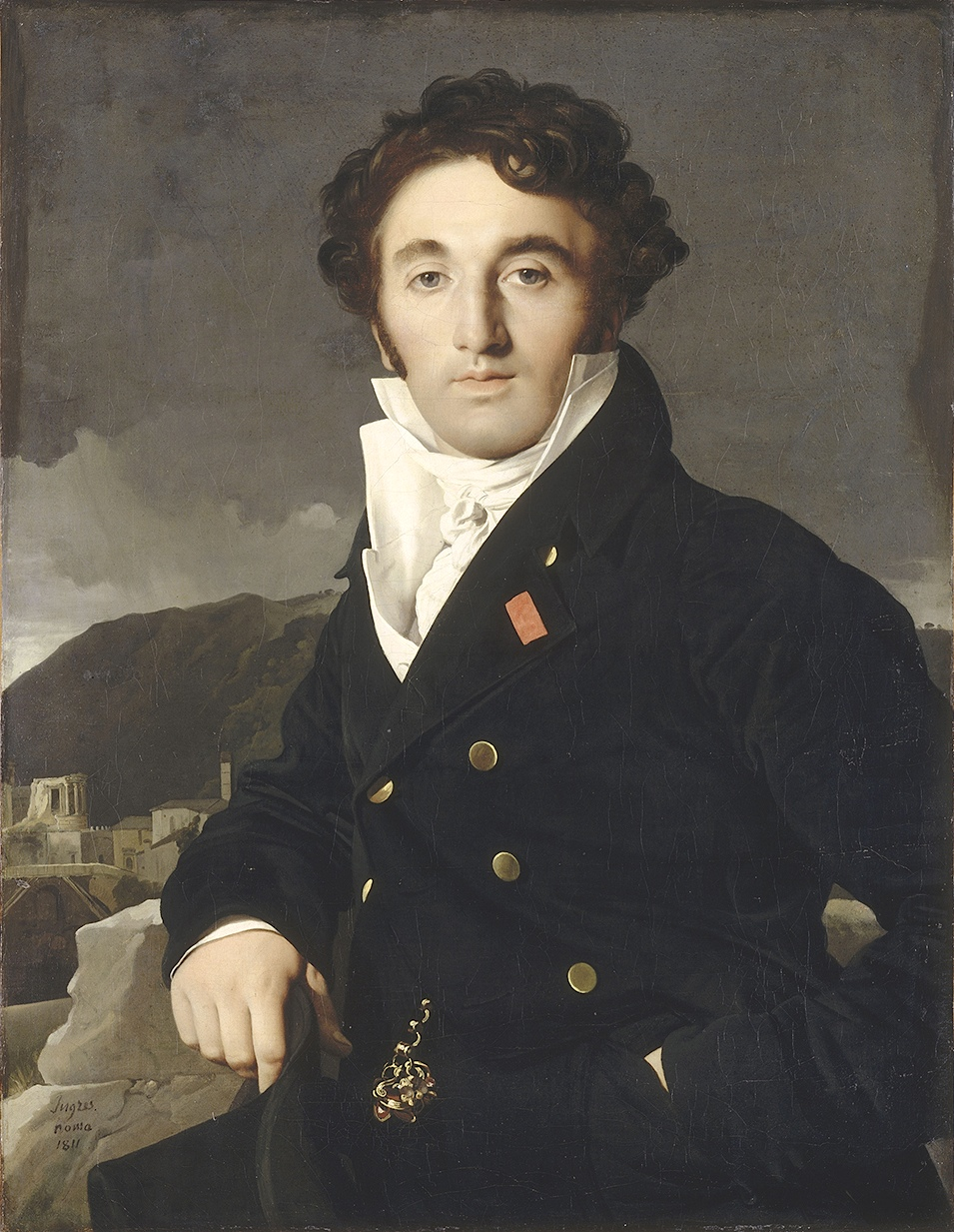
Porträtt av Louis Cordier (1811) av Jean Auguste Dominique Ingres, Louvren, Paris.

Pierre Louis Antoine Cordier, född 31 mars 1777 i Abbeville, död 30 mars 1861 i Paris, var en fransk geolog och mineralog.
Cordier var 1819-60 professor i geologi vid Muséum national d'histoire naturelle i Jardin des plantes i Paris. Han utförde flera för sin tid utmärkta observationer angående Jordens inre värme, var bland de första, som bekämpade Leopold von Buchs teori om höjningskratrar, samt föreslog redan 1815 en ny metod för undersökning av bergarter (pulvrisering och separering av mineralets olika beståndsdelar).
År 1822 blev han invald i franska vetenskapsakademien. År 1830 utsågs han till maître des requêtes i Conseil d'État. Under samma år deltog han i grundandet av det franska geologiska sällskapet (Société géologique de France). 1832 blev han inspektör av minor i sydvästra Frankrike och 1837 inspektör för "conseiller d'État". Han blev kommendör av Hederslegionen 1837 och storofficer av orden 1859. År 1839 blev han upphöjd i franskt adelskap. 